# Werner Ziegler (Soldat)
Werner Ziegler (* 30. April 1916 in Hausach; † 15. April 2001 in Oftersheim) war ein deutscher Berufssoldat, Oberstleutnant der Wehrmacht und Oberst der Bundeswehr.

## Biographie
Werner Ziegler trat 1936 in die Infanterie der Wehrmacht ein und wurde 1939 zum Leutnant befördert. Nach Teilnahme am Westfeldzug übernahm er eine Infanterie-Kompanie, die er während des Balkanfeldzuges und zu Beginn des Krieges gegen die Sowjetunion führte. Bei den Kämpfen auf der Halbinsel Krim, am Mius, im Kuban-Gebiet und bei Noworossijsk zeichnete er sich durch besondere Tapferkeit aus. Dort war er als Kommandeur eines Grenadier-Regiments, Stabsoffizier einer Panzer-Division und zuletzt als Oberstleutnant im V. Armeekorps eingesetzt. Für seine Leistungen wurde ihm u. a. das Ritterkreuz des Eisernen Kreuzes mit Eichenlaub und Schwertern verliehen. Bei Kriegsende geriet er in Gefangenschaft, aus der er 1946 entlassen wurde.
1956 trat Ziegler in die Bundeswehr ein und war zuletzt Kommandeur der Panzergrenadierbrigade 19. Im Rang eines Obersts ging er 1968 in Pension.

## Auszeichnungen
- Eisernes Kreuz (1939) II. und I. Klasse
- Verwundetenabzeichen (1939) in Schwarz
- Infanterie-Sturmabzeichen
- Medaille Winterschlacht im Osten 1941/42
- Ritterkreuz des Eisernen Kreuzes mit Eichenlaub und Schwertern[1]
  - Ritterkreuz am 31. Dezember 1941
  - Eichenlaub am 8. September 1942 (121. Verleihung)
  - Schwerter am 23. Oktober 1944 (102. Verleihung)
- Bundesverdienstkreuz 1. Klasse (1968)